# Serrato
Serrato est une municipalité de la province de Malaga dans la communauté autonome d'Andalousie en Espagne.

## Géographie

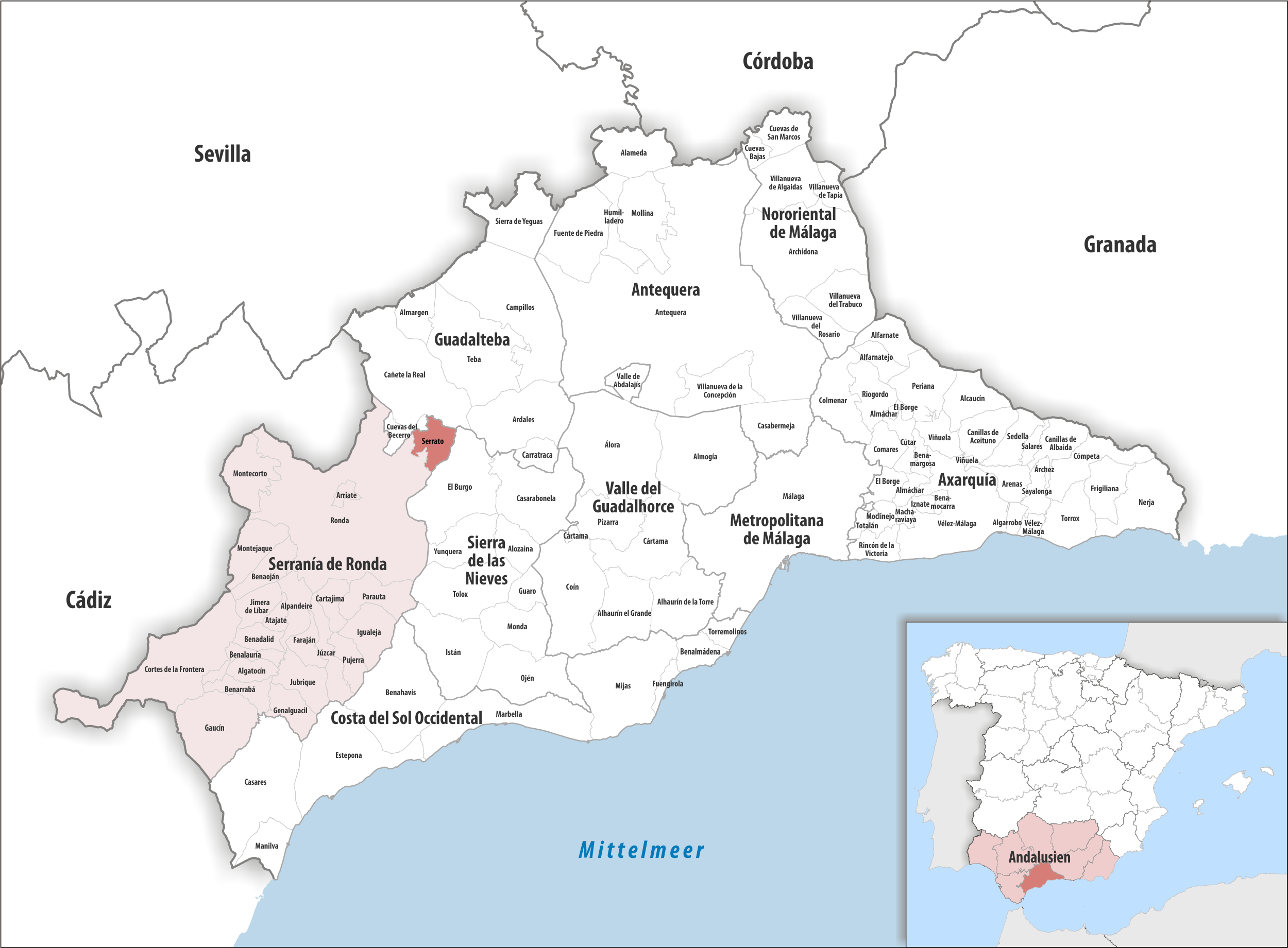
Municipalité de Serrato dans la province de Malaga / en Andalousie

### Localisation
La municipalité de Serrato fait partie de la comarque de Guadalteba, dans le nord-ouest de province de Malaga.
Malaga est à 77 km sud-est ;
Séville à 132 km nord-ouest ;
Gibraltar à 140 km sud-sud-ouest.

### Communes voisines
Parmi les municipalités voisines faisant partie de la province de Malaga, 
Cañete la Real sont dans la comarque de Guadalteba,
Cuevas del Becerro et Ronda dans la Serranía de Ronda, et
El Burgo est dans la comarque de Sierra de las Nieves (mais est parfois rajoutée aux municipalités de la comarque de Serranía de Ronda).